# Rikki Ililonga
Rikezo Makuyu „Rikki“ Ililonga (* 9. Februar 1949 in Sambia) ist ein Musiker aus Sambia.

## Leben und Schaffen
Rikki Ililonga gilt als der Urvater des Zamrock. Rikki kam 1949 in Sambesi im Nordwesten von Sambia zur Welt. Als ältester Sohn kam er schon bald mit der Musik afrikanischer Meistertrommler in Kontakt. Rikkis erstes Instrument war ein 4-saitiges Banjo, allerdings kein gekauftes, sondern ein selbst gebautes Instrument. Schon bald danach bekam er eine gekaufte Gitarre. Damals inspirierte ihn größtenteils die Volksmusik reisender Volksgruppen. Ihre Art des Gitarrenspiels war für Rikki wegweisend.
Nach der Unabhängigkeit von Sambia 1964 war noch lange Zeit der Einfluss der Kolonialzeit dominierend, indigene Wurzeln gewannen erst langsam Einfluss in die Musik Sambias.
Die Musik von Rikki wurde musikalisch u. a. von James Brown und Duke Ellington beeinflusst, die Zambia 1970/1973 besuchten und tourten.
Zwischen 1973 und 1976 entwickelte Riki Ililonga seinen neuen Sound. Er wurde beeinflusst von Jimi Hendrix und James Brown, den schweren, auf Riffs basierenden Melodien von Bands wie Black Sabbath, den Rolling Stones, Deep Purple und Cream. Somit hatte Rikki Ililonga eine Fülle von Einflüssen, aus denen er schöpfen konnte. Gepaart mit traditionellen afrikanischen Rhythmen entstand so eine neue Art von Sound-Fusion, der Zamrock.
Seine dunkle, schwere Spielart afrikanischer Rockmusik, der später Zamrock genannt und erst in den 1990er Jahren von der weltweiten Sammlergemeinde entdeckt wurde. Riki Ililonga gilt als Urvater des Zamrocks, aber bekannter wurde ein anderer prominenter Vertreter des Zamrocks, die Gruppe Witch und deren Lead-Sänger Emanuel „Jagari“ Chanda. Jagari ist dabei die „Afrikanisierung“ des Namens von Mick Jagger.
Rikki Ililonga und seine Band Musi-O-Tunya gaben das erste Album einer Band aus Sambia heraus. Das Album Wings of Africa von Musi-O-Tunya entstand 1974, allerdings herausgegeben 1975 in Kenia, eingespielt in Nairobi. Zentrales Stück der Platte ist der Song Dark Sunrise, basierend auf einer Geschichte von zwei Neuseeländerinnen, die Rikki Ililonga in Mombasa kennenlernte und die in Südafrika vergewaltigt wurden. Emotional aufgewühlt von dieser Geschichte, schrieb er den Song Dark Sunrise.
Nachdem Rikki Ililonga die Band Musi-O-Tunya verlassen hatte, startete er eine kurze Solokarriere; er unterschrieb einen Plattenvertrag bei ENI Africa. Seine Debüt-Aufnahme war ein Song mit dem Titel Tree Unity, der ein Hit im Fernsehen und im Radio wurde, aber nie auf einem Tonträger veröffentlicht wurde.
Anfang der 1980er Jahre verließ Rikki Ililonga Sambia wegen der Liebe und gründete eine Familie in Dänemark, wo er ebenfalls als Musiker arbeitete.
In dieser Zeit, Anfang der 1980er Jahre wurde die sambische Musikszene durch die Krankheit AIDS fast vollständig ausgelöscht. Ihr Urvater, Rikki Ililonga, weilte zu dieser Zeit bereits in Dänemark, überlebte diese Zeit und wird in Sambia noch heute verehrt und gefeiert.
Ende 2012 tat sich Rikki Ililonga mit Emanuel „Jagari“ Chanda, Frontmann von Witch zusammen und spielte ein Konzert auf dem Trans Musicales Festival in Rennes, Frankreich. Dies war wahrscheinlich der letzte große Auftritt von ehemaligen Zamrock-Veteranen.

## Diskografie

### Musi-O-Tunya
- Wings of Africa, M.O.T. Records, 1975
- Give Love To Your Children, M.O.T. Records, 1975

### Rikki Ililonga
- Zambia, Zambia Music Parlour, 1975 (2012 in den USA veröffentlicht, Now-Again Records)
- Sunshine Love, Sepiso Records, 1976 (2012 in den USA veröffentlicht, Now-Again Records)
- Soweto, Sepiso Records, 1977
- Dread Eyes, Sepiso Records, 1978
- Same Name Music, Sepiso Records, 1980
- Shanty Town Boy, Sepiso Records, 1981
- Frank Talk, Telefax (Z) Ltd.[5]

## Kompilationen
- Rikki Ililonga & Musi-O-Tunya, Dark Sunrise, Label: NowAgain Records, 18. November 2010 (2 CD Set, bestehend aus 3 Alben und weiteren Songs von Musi-O-Tunya)
- Welcome to Zamrock! Vol. 1: How Zambia’s Liberation Led to a Rock Revolution (1972–1977), NowAgain Records, 9. September 2017
- Welcome to Zamrock! Vol. 2: How Zambia’s Liberation Led to a Rock Revolution (1972–1977), NowAgain Records, 23. Juni 2017